# Théorème des trois séries de Kolmogorov
Le théorème des trois séries de Kolmogorov concerne la convergence d'une série dont les termes sont des variables aléatoires indépendantes.
Théorème des trois séries de Kolmogorov — Soit {\displaystyle \ \left(X_{n}\right)_{n\geq 0}\ } une suite de variables aléatoires réelles indépendantes. La série {\displaystyle \ \sum _{n\geq 0}\ X_{n}\ } est presque sûrement convergente si et seulement si il existe un réel {\displaystyle \ c>0\ } tel que les trois conditions suivantes soient remplies simultanément :
- {\displaystyle \ \sum _{n\geq 0}\ \mathbb {P} \left(|X_{n}|\geq c\right)<+\infty \,;}
- {\displaystyle \ \sum _{n\geq 0}\ {\text{Var}}\left(X_{n}\ 1_{|X_{n}|\leq c}\right)<+\infty \,;}
- {\displaystyle \ \sum _{n\geq 0}\ \mathbb {E} \left[X_{n}\ 1_{|X_{n}|\leq c}\right]\quad {\text{converge.}}}

## Remarque
En un certain sens, ce résultat possède un analogue en théorie probabiliste des nombres, qui est le théorème d'Erdős-Wintner.

## Référence
Sidney I. Resnick, A Probability Path [détail des éditions] Section 7.6, page 226.